# 摇摆吧！少女
《摇摆吧！少女》是創作的日本漫畫。連載於芳文社雜誌《Manga Time Kirara》2006年11月号至2012年4月号。主要描述國中女生悠閒輕鬆的日常生活故事。2010年推出廣播劇CD。

## 登場人物
瑠久葉（聲：能登麻美子）
女國中生。
魅莉（聲：金田朋子）
瑠久葉的同學。
玉羅（聲：齊藤佑圭）
瑠久葉的同學。
佳乃美（聲：神田朱未）
魅莉的妹妹。小學生。
（聲：鈴木真仁）
佳乃美的同學。

## 出版書籍
| 冊數 | 芳文社        | 芳文社                 |
| 冊數 | 發售日期      | ISBN                   |
| ---- | ------------- | ---------------------- |
| 1    | 2008年1月28日 | ISBN 978-4-8322-7678-9 |
| 2    | 2009年1月27日 | ISBN 978-4-8322-7770-0 |
| 3    | 2010年2月27日 | ISBN 978-4-8322-7891-2 |
| 4    | 2011年6月27日 | ISBN 978-4-8322-4041-4 |
| 5    | 2012年4月26日 | ISBN 978-4-8322-4142-8 |

## 廣播劇CD
2010年2月27日發售廣播劇CD。